# Château de la Salle (Vieure)
Pour les articles homonymes, voir Château de la Salle et Château de La Grande-Salle.
Le château de la Salle est un édifice situé à Vieure, en France.

## Localisation
Le château est situé sur le territoire de la commune de Vieure, dans le département de l'Allier (dans la région Auvergne-Rhône-Alpes, anciennement Auvergne).

## Description
Le château date du XIVe siècle, il est agrandi vers 1875 probablement par l'architecte Moreau. La partie nord (donjon rectangulaire et tours rondes d'angles) est conservée tandis que les ailes en retour sont dotées de nouveaux percements et de nouvelles toitures. Pour les relier, une autre aile fut édifiée, flanquée d'une tour carrée de style néogothique et néo-Louis XIII.

## Historique
L'ensemble est inscrit au titre des monuments historiques en 2002. Le château en totalité, y compris son parc avec ses clôtures et portails, ses communs et pavillons, ainsi que ses intérieurs avec leurs décors (ancienne et nouvelle chapelle, escaliers, cuisine, latrines, grand salon, chambres). 